# ابوالفضل قرایف
ابوالفضل قرایف (ترکی آذربایجانی: Əbülfəz Fərəc oğlu Qarayev; ۲۰ آوریل ۱۸۸۵ – ۲۴ اکتبر ۱۹۵۲) دانشمند، پزشک اطفال و سیاست‌مدار اهل جمهوری آذربایجان بود.